# مستشفى مجتمعي
مستشفى مجتمعي (بالإنجليزية: Community hospital) هي تسميةٌ قد تكونُ مجرد تسميةٍ رمزية أو يكون لها معنًى أكثر تحديدًا. قد تُشير إلى مستشفى يمكنُ لعامة الناس الوصول إليه، ويوفر رعاية طبية عامة أو مُحددة وعادة ما تكون مدة التواجد فيه قصيرةً، ويكون جيدًا من ناحية التكلفة، كما يُركز أيضًا على الوقاية من الأمراض وليس علاجها فقط. تمتلك بعضُ البلدان تعريفاتٍ للمستشفى المجتمعي وتشمل سنغافورة وتايلاند والمملكة المتحدة والولايات المتحدة.